# Morgan Fox (wielrenner)
Morgan Fox (Athlone, 19 februari 1974) is een Iers wielrenner.
In 1997 werd hij bij de amateurs Iers kampioen op de weg. In 1999 won hij de Grand Prix Sinaai en koersen in Merchtem-Peizegem en Borlo (alle in België). In dat jaar won hij ook het puntenklassement van de Ronde van Antwerpen. Hij was de eerste Ierse wielrenner na Stephen Roche en Seán Kelly die een profcontract kreeg aangeboden.

## Belangrijkste overwinningen
1997
- Iers kampioen op de weg, Elite

2006
- Stephen Roche GP
- Eddie Tobin Memorial Road Race

2007
- 2e etappe Ras Mumhan